# Begonia nivea
Espèce
Begonia nivea est une espèce de plantes de la famille des Begoniaceae. Ce bégonia est originaire de Birmanie. L'espèce fait partie de la section Reichenheimia. Elle a été décrite en 1873 par Wilhelm Sulpiz Kurz (1834-1878), à la suite des travaux de Samuel Bonsall Parish (1838-1928). L'épithète spécifique nivea signifie « blanc comme neige ».

## Répartition géographique
Cette espèce est originaire du pays suivant : Birmanie.